# Francolinus pondicerianus
El francolín gris (Francolinus pondicerianus) es una especie de ave galliforme de la familia Phasianidae autóctona del sur de Asia, aunque ha sido introducida en Hawái.

## Subespecies
Se reconocen tres subespecies de Francolinus pondicerianus:
- Francolinus pondicerianus mecranensis - SE Irán y S Pakistán
- Francolinus pondicerianus interpositus - NW India y Pakistán
- Francolinus pondicerianus pondicerianus - S India y Sri Lanka